# Kåre Ingebrigtsen
Kåre Hedley Ingebrigtsen (Trondheim, 11 november 1965) is een voormalig betaald voetballer uit Noorwegen die speelde als middenvelder gedurende zijn carrière.

## Clubcarrière
Hij kwam onder meer uit voor Rosenborg BK, Manchester City en Lillestrøm SK. Ingebrigtsen beëindigde zijn actieve loopbaan in 1999 bij Byåsen IL. Daarna stapte hij het trainersvak in.

## Interlandcarrière
Ingebrigtsen, bijgenaamd Bruttern, speelde in totaal 23 interlands (één doelpunt) voor het Noors voetbalelftal. Onder leiding van bondscoach Egil Olsen maakte hij zijn debuut op 7 november 1990 in het vriendschappelijke duel tegen Tunesië (1-3) in Bizerte, net als Einar Rossbach (Tromsø IL), Tor André Grenersen (FK Mjølner), Erik Mykland (IK Start) en Claus Eftevaag (IK Start). Ingebrigtsen nam in die wedstrijd de tweede Noorse treffer voor zijn rekening.

## Trainerscarrière
Als trainer-coach was Ingebrigtsen succesvol in het seizoen 2015, toen Rosenborg BK onder zijn leiding voor de 23ste keer in de clubgeschiedenis de titel opeiste in Noorwegen. In de twee daaropvolgende seizoenen (2016 en 2017) wist hij de titel te prolongeren met de club uit Trondheim.

## Erelijst

### Speler
Rosenborg BK
- Tippeligaen

1985, 1988, 1990, 1992, 1996, 1997
- Noorse beker

1988, 1990, 1992

### Trainer-coach
Rosenborg BK
- Tippeligaen

2015, 2016, 2017
- Noorse beker

2015, 2016